# ワイルドカード (スポーツ)
| リーグA |    |    |    |      |                |
| チーム  | 勝 | 負 | 分 | 勝率 |                |
| チームA | 11 | 3  | 0  | .786 | リーグ優勝     |
| チームB | 9  | 5  | 0  | .643 | ワイルドカード |
| チームC | 6  | 8  | 0  | .429 |                |
| チームD | 2  | 12 | 0  | .143 |                |
| リーグB |    |    |    |      |                |
| チーム  | 勝 | 負 | 分 | 勝率 |                |
| チームE | 10 | 4  | 0  | .714 | リーグ優勝     |
| チームF | 7  | 7  | 0  | .500 |                |
| チームG | 6  | 8  | 0  | .429 |                |
| チームH | 5  | 9  | 0  | .357 |                |

ワイルドカード（wild card）は、スポーツ競技における追加の特別参加枠（制度）、もしくはその対象者や対象チームのこと。主に、北米のプロスポーツリーグなどで行われているプレーオフ制度において、地区優勝チーム以外に与えられる追加枠を指す。
- 人気のあるポストシーズン・プレーオフの試合を増やして観客動員数や収益などの向上を図る
- 次ステージの参加チーム数を切りのいい数字（トーナメント形式なら <2のn乗> チームなど）にする
- 優勝争いで大差がついたような場合の消化試合を減らす
- 地区ごとのレベル差による順位の逆転（ある地区の2位が他地区の1位より勝率が高い時など）を補正する

等を目的としている。

## メジャーリーグベースボール
メジャーリーグのレギュラーシーズンにおいて、アメリカンリーグ、ナショナルリーグの各々リーグは東地区、中地区、西地区の3地区制で地区優勝の3チームが自動的にポストシーズンに進むが（勝率順に第1シード～第3シードとする）、それに加えて各々リーグの3地区の2位以下になったチームの中で、勝率の高い順に（2022年以降では）3チームをワイルドカードと呼び（勝率順に第4シード～第6シードとする）これら3チームと、地区優勝のうち最も勝率の低かったチーム（上述の第3シード）の4チームでワイルドカードシリーズ（3戦2勝制）を戦い、その勝者2チームが、勝率の高い地区優勝2チーム（上述の第1シード・第2シード）との間でディビジョンシリーズ（5戦3勝制）を戦う。複数のチームが同じ勝率で並んだ場合の順位およびシード順決定は、試合を行わずにタイブレーカーによって定める。極端な場合では、1地区から4チームがポストシーズンに進出することもあり得る。以上が現行ルールである。
ワイルドカードは1995年シーズンから導入されたが、
- 1995年から2011年までは勝率の最も高い1チームを対象としていた。
- 2012年から2021年まではワイルドカードのノミネートを2チームに増やし、このノミネート球団同士で1試合のワイルドカードゲーム（対象2球団のうちで勝率が高いチームの本拠地で開催）を行い、勝利したチームがディビジョンシリーズに出場するという制度になった。

なお、上記2期間とも共通の規定として、同勝率で並んだ場合には一発勝負の「タイ・ブレーク」にて進出チームを決定していた。（開催地は両チーム本拠地からくじで選ぶ。）なお、このタイ・ブレークの結果はレギュラーシーズン扱いとなり、個人成績もシーズン記録に算入された。タイ・ブレークは、ワイルドカードへの進出争い、ワイルドカードゲームへの進出争い で行われる場合だけでなく、地区同率1位同士の決定戦として行われることもあった。（例：2009年のアメリカンリーグ中地区は、勝ったほうが地区優勝、敗れたほうはワイルドカードからも脱落という条件にて公式戦163試合目の「タイ・ブレーク」が戦われた。）
両リーグとも地区ごとにレベル差があるため、ある地区の2位チームが別の地区の1位チームより勝率が上回るケースがある。ワイルドカードはそのような場合の2位チームへの救済措置として設けられていると同時に、プレーオフの出場チーム数を4（すなわち2の2乗）にすることで均整の取れたトーナメント（表）を組むことができるようになった。
1997年、ナショナルリーグのフロリダ・マーリンズが初めてワイルドカードからワールドシリーズを制した。また、2000年代に入ってからは毎年のようにワイルドカードのチームがワールドシリーズに進出しており、2002年には初出場だったアメリカンリーグのアナハイム・エンゼルスと当時48年間ワールドチャンピオンになった事の無いナショナルリーグのサンフランシスコ・ジャイアンツ（新庄剛志が日本人初のワールドシリーズ出場達成）が、2014年には29年間ポストシーズンに進出した事さえないアメリカン・リーグのカンザスシティ・ロイヤルズ（青木宣親が所属）とその2002年に出たジャイアンツがいずれもワイルドカードから勝ち進み、二度ワイルドカード同士の頂上決戦が行われた。
一方で、ポストシーズンにおいて地区優勝チームもワイルドカードのチームも対等に扱われる点には従来から批判があった。特に1995年から1997年はプレーオフのホーム開催権があらかじめ決められており、地区優勝争いをしている2チームが共にポストシーズン進出が決まると、その2チームのモチベーションが低下するという弊害も生んでいた。この一例が1996年のナショナルリーグ西地区であり、この年はサンディエゴ・パドレスとロサンゼルス・ドジャースが優勝争いをしていたものの、両チームともプレーオフに進めることが決まっていたために優勝争いが盛り上がらず、両チームは地区シリーズではともに3連敗に甘んじている。この対策として、1998年からはプレーオフ進出チームのうち通算成績のよい方（同一の場合は直接対決に勝ち越した方）にホームアドバンテージが与えられることになった（このため、たとえば「地区優勝チーム対ワイルドカードチーム」の場合はワイルドカードのチームが勝率で上回っていても、地区優勝したチームにアドバンテージが与えられる）。2012年からは、1試合限りで不確定要素の強いワイルドカードゲームという関門が設けられたことにより、確実にプレーオフへ進むには地区1位で通過せねばならないというモチベーションが高まった。
2021年までのディビジョンシリーズでは、ワイルドカードチームは必ずリーグ最高勝率のチームと対戦することになっていたが、ワイルドカードが1チームのみだった1995年から2011年までは同じ地区に所属している球団同士は対戦カードから外されるようなシステムとなっていた。そのために勝率順が考慮されていなかった1995年から1997年はワイルドカードチームと地区優勝チームの中で勝利数が一番少ないチームが対戦するケースもあり、勝率順が考慮されてからも1998年から2011年はワイルドカードチームが地区優勝チームの中で勝利数が一番多いチームと同じ地区に所属している場合、地区優勝チームの中で勝利数が2番目のチームと対戦するようになっていた。
なお2020年は新型コロナウィルス対策により公式戦の試合数が60試合と短縮された関係もあり、出場枠を各リーグ8チームずつの16チームに広げることになった。これにより、各地区2位までの6チームと、3位以下の中から勝率の高かった2チームがワイルドカードとしてノミネートされ、それぞれの順位ごとに勝率の高い順番にシード順位を決定した。
- 地区1位の3チームが第1・2・3シード
- 地区2位の3チームが第4・5・6シード
- ワイルドカードノミネートの2チームが第7・8シード

これによりワイルドカードゲームの組み合わせは
- 第1シード（地区1位）対第8シード（ワイルドカード）
- 第2シード（地区1位）対第7シード（ワイルドカード）
- 第3シード（地区1位）対第6シード（地区2位）
- 第4シード（地区2位）対第5シード（地区2位）

となり、各カードにつき3戦2戦先勝方式を行った。なおコロナ感染拡大防止の観点から、ホームゲームは上位シード側（上記の左側のチーム）の本拠地にて開催した。

## NFL
NFLは1970年度に AFL-NFL間の合併を完了。ディビジョン構成の再編をはじめとする様々な変更が行われ、その一つとしてプレーオフにワイルドカード制度が導入された。これがプロリーグにおける最初のワイルドカードである。その後ワイルドカードの本数は、チーム数の増加・ディビジョン構成の変更などの影響を受けつつ度々変更されている。
| 年度    | チーム数 | ディビジョン数 | ワイルドカード |
| ------- | -------- | -------------- | -------------- |
| 1970-75 | 26       | 3 (×2)         | 1 (×2)         |
| 1976-77 | 28       | 3 (×2)         | 1 (×2)         |
| 1978-89 | 28       | 3 (×2)         | 2 (×2)         |
| 1990-94 | 28       | 3 (×2)         | 3 (×2)         |
| 1995-98 | 30       | 3 (×2)         | 3 (×2)         |
| 1999-01 | 31       | 3 (×2)         | 3 (×2)         |
| 2002-19 | 32       | 4 (×2)         | 2 (×2)         |
| 2020-   | 32       | 4 (×2)         | 3 (×2)         |

2020年からは、AFC・NFC それぞれのカンファレンスにおいて、各ディビジョン1位の4チームを除いた残りチーム中の上位3チームがワイルドカードとしてプレーオフに進む方式となっている。ワイルドカードはシード順で5・6・7位固定であり、他のディビジョンの1位チームより好成績であっても4位以上のシード順が与えられることはない。ワイルドカードの3チームはシード2位、3位、4位とワイルドカード・ラウンドの試合を行う。
NFLにおいては、ワイルドカードがプレーオフを勝ち上がって行くのはかなり難しい。各コンファレンス6チームずつでプレーオフトーナメント形式が行われた2002年から2019年まで、スーパーボウルに進出したのべ36チーム中、ワイルドカードチーム(シード5,6位)は3チーム、シード3,4位のチームは5チームに過ぎない。一方で、シード3位と6位、シード4位と5位が戦う初戦のワイルドカードラウンドにおいて、ワイルドカードチームの勝率は5割をわずかに超えている(72試合中37試合)。ワイルドカードチームは次のようなハンディキャップを抱えていると推定される。
- 上位シードチームはレギュラーシーズン終了後に2週間の休みが与えられ、スーパーボウル進出のために2連勝すればよいが、ワイルドカードを含む下位シードチームは1週間の休みの後に3連勝しなくてはならない。
- プレーオフの試合は、スーパーボウルを除き上位シードのホームで開催される。このためワイルドカードが勝ち上がるためには、アウェイでの連勝が必須となる。
- プレーオフの対戦カードは、シード順で 最上位のチーム vs. 最下位のチーム、2番目のチーム vs. 下から2番目のチーム、3番目のチーム　vs. 下から3番目のチームという具合に、下位シードほど強豪相手と対戦させられる。

ワイルドカード制度が導入されてから1996年度までの27年間、ワイルドカードによるスーパーボウル制覇は1980年度 第15回スーパーボウルのオークランド レイダースによる1回のみであった。1997年以降はプレーオフ制度変更や戦力均衡施策の結果、ワイルドカードがスーパーボウル制覇を達成する例が増えている（1997年度-2020年度の24シーズンで6回）。
ワイルドカードからスーパーボウルに進出したチーム
- 1975年度 ダラス・カウボーイズ – 第10回スーパーボウル （敗退）
- 1980年度 オークランド・レイダース – 第15回スーパーボウル （勝利）
- 1985年度 ニューイングランド・ペイトリオッツ – 第20回スーパーボウル （敗退）
- 1992年度 バッファロー・ビルズ – 第27回スーパーボウル （敗退）
- 1997年度 デンバー・ブロンコス – 第32回スーパーボウル （勝利）
- 1999年度 テネシー・タイタンズ – 第34回スーパーボウル （敗退）
- 2000年度 ボルチモア・レイブンズ – 第35回スーパーボウル （勝利）
- 2005年度 ピッツバーグ・スティーラーズ – 第40回スーパーボウル （勝利）
- 2007年度 ニューヨーク・ジャイアンツ – 第42回スーパーボウル （勝利）
- 2010年度 グリーンベイ・パッカーズ – 第45回スーパーボウル （勝利）
- 2020年度 タンパベイ・バッカニアーズ - 第55回スーパーボウル (勝利)

## バスケットボール
Bリーグ
Bリーグでは、B1各地区上位2チーム計6チームに加え、各地区3位以下のうち勝率上位2チームがワイルドカードとしてチャンピオンシップに進出する。
NBA
NBAでは2019-20年シーズンより東西各カンファレンス上位6チームと、以下の方式で決められる第7シード第8シードがワイルドカードとしてNBAプレーオフに進出する。
- 勝率7位と8位のチームが対戦（セブン・エイト・ゲーム）。勝者はプレイオフ第7シードを獲得
- 勝率9位と10位のチームが対戦（ナイン・テン・ゲーム）。勝者はセブン・エイト・ゲームの敗者と対戦し、勝利した方が第8シードを獲得

ただし NBA においては、“ワイルドカード”という表現はあまり使われない（シード順で呼ぶことが多い）。
FIBAワールドカップ
2014年までのバスケットボールワールドカップ（旧世界選手権）での出場枠は、開催国と各大陸予選を勝ち抜いたチームの他、国際バスケットボール連盟から数チームの推薦があり、この推薦枠をワイルドカードと呼んでいた。

## サッカー
FIFAワールドカップのヨーロッパ予選と欧州選手権の予選で、各グループ1位が本大会に出場できるが、大会によっては各グループ2位の中で、成績上位優秀者がプレーオフに回らず、そのまま各グループ1位と同等に共に本戦に出場することがある。それ以外に「ベスト・ランナーアップ」と呼ばれることもある。
例 2006年ドイツ大会で、その予選のワイルドカードは2チーム…ポーランドとスウェーデン
また1994年アメリカ大会やワールドユースなどは各組の上位2チームと3位の一部が次のラウンドに進むというルールがあるが、これもワイルドカードの一種である。
韓国のプロサッカー(Kリーグ)では、2006年まで14チームによる年間2回総当り。それを1回ずつに区切って前期と後期に分けて各ステージの1位チームと、それを除く年間通算成績上位2チームが決勝トーナメントに進出できた。
アメリカのメジャーリーグサッカーでもこの制度があり、東西両地区の上位3チームずつに加え、地区に関係なくそれ以外から勝ち点の上位4チーム（2010年までは2チーム）がMLSカップ（プレーオフトーナメント）にこまを進める方式となっている。2011年からはまずワイルドカードのノミネート4クラブで1回戦を行い、その勝者が2回戦に勝ちあがる。

## モータースポーツ、自転車競技
ロードレース世界選手権（MotoGP）やUCIプロツアーなど、一部のモータースポーツカテゴリーや自転車のロードレースでは、本来シーズンフル参戦の選手しか参加を認められないレースについて、各レースの主催者の推薦により特にスポット参戦を認める場合があり、そのことをワイルドカードと呼ぶ（そのため、日本語では「主催者推薦枠」と訳されるのが一般的）。
多くの場合は当該レースを開催する国の選手が選ばれるが（例えばMotoGPの日本グランプリの場合は、通常全日本ロードレース選手権の当該クラスでシリーズランキング上位のライダーが選ばれることが多い）、推薦枠に余裕がある場合は、翌シーズン以降のフル参戦を目指すメーカーや選手がテスト参戦目的でワイルドカードを利用しスポット参戦することもある。

## テニス
大会の出場選手は世界ランキングにより決められるが、ランキングが足りない選手を数人ワイルドカード（主催者推薦）で出場させることができる。地元の若手選手や故障明けの人気選手に使用されることが多い。2001年ウィンブルドン選手権でゴラン・イワニセビッチが唯一のワイルドカードによる出場で4大大会のシングルス優勝を達成している。

## その他の競技
陸上競技の100m走などのトラック短・中・長距離走の決勝戦以外にあり、各組で無条件で自動的に進出できる順位に入れなくても、記録次第で次回戦に進められる。例えば、決勝に進む8人を争う準決勝が3組に分けて行われる場合に、各組の上位2人に加え、各組の3位以下より記録上位の2人が決勝に出場するようなケースである。競技者には一般的に「プラス」と呼ばれる。純粋に記録だけで次回戦に進む競技者を選ぶようなシステムにしてしまうと、気象条件によっては風等記録に直結しやすい要因が組ごと違い、有利・不利が生じる可能性もあるため、このような仕組みをとることがオリンピック・世界選手権のような大会でも一般的である。
2020年東京オリンピック/2024年パリオリンピックのマラソン日本代表選考会として開催されるマラソングランドチャンピオンシップ（MGC）では、日本陸上競技連盟が指定した大会をMGCシリーズ/MGCチャレンジとしてMGC本大会出場を懸けて行われるが、この大会以外にもワールドアスレティックス公認大会などで条件を満たした選手もワイルドカードとしてMGCレース出場権を得ることができる。
バレーボールワールドカップ・ワールドグランドチャンピオンズカップ、WBSC女子ソフトボールワールドカップでの出場枠は、開催地と各地区予選を勝ち抜いたチームの他、各地区予選で敗退しても、連盟・大会組織委員会から1～数チーム推薦される。この推薦枠をワイルドカードと呼んでいる。
ゴルフの四大メジャー大会のマスターズなど、上記のスポーツ大会と同様に複数の出場条件で満たされなくても、特別招待枠で推薦されて出場できる。